# Literatura de l'Índia
La literatura de l'Índia és considerada habitualment com una de les més antigues del món. La República de l'Índia té 22 llengües oficialment reconegudes, i al llarg del temps s'ha generat una àmplia literatura en aquestes llengües.
Les primeres obre de la literatura de l'Índia eren transmeses oralment. La literatura sànscrita comença amb la literatura oral del Rigveda, una col·lecció d'escrits que data del període 1500–1200 aC Les poesies èpiques en sànscrit Ramayana i Mahabharata apareixen cap al final del segon mil·lenni abans de Crist. La literatura en sànscrit clàssic es va desenvolupar ràpidament durant els primers segles del primer mil·lenni aC, així com les literatures sangam del cànon Pali i tàmil.
En el període medieval, van aparèixer la literatura kannada i la telugu en els segles IX i X respectivament. Més tard, van néixer les literatures en marathi, en gujarati, en bengalí, en assamès, en oriya i en maithili. Llavors van començar a aparèixer igualment les literatures en dialectes de l'hindi, del persa i de l'urdú. L'any 1913, el poeta bengalí Rabindranath Tagore es va convertir en el primer premi Nobel de literatura indi. En la literatura de l'Índia contemporània, hi ha principalment dos premis literaris; que són el Sahitya Akademi Fellowship i el Premi Jnanpith. S'han donat vuit premis Jnanpith en hindi i en kanarès, cinc en bengalí i en malaiàlam, quatre en oriya, en gujarati, en marathi, en telugu i en urdú, seguits de dos en assamès, en konkani i en tàmil, i un en sànscrit i en kashmiri.

## Context històric cultural
A la regió de Pakistan, entre el 3300 i el 1300 ae, es va desenvolupar la cultura de la vall del riu Indus, que era una civilització de l'edat del bronze que constituí el primer capítol de la cultura i la història de l'Índia.
Hi apareixen els primers agricultors, ramaders i treballadors del cotó i de la indústria, així com comerciants i artistes. Aquestes civilitzacions antigues construïren ciutats molt planificades i organitzades.
Després d'aquest extens període, començà la cultura vèdica ―i la seua religió, el vedisme, és la base de la religió hinduista―. Aquesta arribaria a la seua fi cap al 500 ae.
Després de molts segles d'evolució artística i cultural que convertiren la cultura índia en una de les més riques del món, amb el budisme i l'evolució més profunda de l'hinduisme, que hi assentaren uns principis doctrinals i morals molt estesos encara en els nostres dies, l'arribada de les invasions occidentals va impulsar més, si era possible, els límits d'aquesta riquesa cultural que impregnà la resta de les civilitzacions occidentals a poc a poc.
Després de la Guerra d'independència índia, contra l'Imperi britànic, naixen un conjunt de personalitats que representaren la riquesa doctrinal, moral i literària de la República de l'Índia, així com el pensador i polític pacifista Mahatma Gandhi o l'escriptor i premi Nobel de literatura Rabindranath Tagore, màxim exponent de la literatura contemporània de l'Índia.
Hui l'Índia és una república democràtica i constitucional. Encara no ha assolit desfer-se de la fam i la insalubritat a les grans ciutats (en segles anteriors, la mortalitat infantil arribava al 300 o 400 per mil ―com en la resta del món―, mentre que en la majoria dels països la mortalitat infantil arriba ara al 10 per mil o menys), on la població analfabeta suposa el 60% de la població, malgrat la seua enorme riquesa cultural.

## Literatura hinduista
La literatura hinduista està escrita només en sànscrit, un idioma antic que s'ha escrit amb diferents alfabets, el més conegut i actual és el devanagari (escriptura alfasil·labària o abugida). Aquest tipus de literatura hinduista es correspon amb les primeres formes d'expressió literària de l'Índia; abasta més de dos mil·lennis de la història índia. Cal assenyalar la importància que van tenir els diferents dialectes sànscrits en aquesta fase de la cultura hinduista. Aquest tipus de literatura és bàsicament de caràcter religiós i doctrinal. Les primeres manifestacions del sànscrit en forma literària són els denominats Vedes o “escrits del saber”: aquests donen nom al període vèdic, que els engloba.

### Període vèdic (meitat del II mil·lenni ae)
Els indis no situaven en el temps els períodes i els textos. Els historiadors daten el període vèdic entre el 1600 i el 700 ae. El seu nom deriva dels quatre Veda (‘veritat’), llibres mítics i èpics transmesos de manera oral en sànscrit antic pels sacerdots bramans. Els Vedes es divideixen en quatre:
- Rigveda: són 1.028 himnes recollits en deu mandales, de caràcter èpic. Són lloances als déus que protagonitzaven personificacions dels fenòmens celestes naturals. Compost a mitjan II mil·lenni ae, és l'obra més antiga de la literatura índia.
- Samaveda: és el mateix text del Rigveda però ordenat de manera diferent, per facilitar la tasca dels sacerdots que realitzaven sacrificis de foc.
- Iayurveda: també compost en la major part per textos del Rigveda, conté fórmules màgiques, noms sagrats, etc., relatius al culte religiós i al ritu pròpiament dit. Està escrit en prosa poètica i en vers.
- Atarvaveda: el més modern dels llibres Veda, el formen 730 himnes; recull una tradició popular diferent del Rigveda en forma de cants rimats, ritus domèstics i litúrgics i gran quantitat de composicions més properes a la temàtica quotidiana que a la religiosa. Té un lèxic popular en sànscrit antic.

### Període postvèdic (meitat del I mil·lenni ae)
Cap al segle VII ae es van compondre les primeres Upanixad, texts filosòfics que contradeien les doctrines dels texts vèdics ―que eren ritualistes i bel·licistes―. Aquestes noves doctrines marquen el final del període vèdic.

### ElRamaianai elMahabharata
Cap al segle III ae es van compondre dos textos literaris escrits en sànscrit en forma d'epopeia. La seua datació és incerta, encara que segurament són posteriors a l'aparició del budisme (cap al segle IV ae). Són el Ramaiana i el Mahabharata. Relaten els mites i llegendes de l'Índia.
El Ramaiana s'atribueix al poeta Valmiki. Es compon de 50.000 versos, que relaten les lluites del príncep déu Rama, per salvar la seua esposa Sita del dimoni Ràvana.
El Mahabharata és la segona obra més extensa de tota la literatura universal ―després del Contes tibetans del rei Gesar (segle II ae)― i consta de 220.000 versos anomenats slokas. S'atribueix a Vyasa, tot i que se suposa que és una obra composta per diverses persones i en diversos estils diferents. És en prosa i relata diverses històries entrellaçades, la trama principal de les quals tracta sobre una guerra entre els piadosos Pandaves ―dirigits pel príncep Arjuna i el seu amic el déu Krixna― i els impius Kurus. En la secció que tracta sobre la guerra de Kuruksetra s'inclou el Bagavad Gita, de 700 versos, que per als hinduistes és un llibre sagrat (com és la Bíblia per als cristians).

### Període bramànic. La religió hinduista
El bramanisme és una religió de transició entre la religió vèdica (basada estrictament en els ritualistes Vedes) i la religió hinduista (basada en els místics Upanishads). El període bramànic engloba un conjunt d'explicacions religioses als ritus dels Vedes sobre els sacrificis. En aquest període la societat es dividia en quatre castes: els sacerdots (bramans), els guerrers ((kxatriyes), els comerciants i camperols (vaïxye, els esclaus (xudres, éssers impurs); fora d'aquestes quatre castes principals estaven els pàries (subhumanos). A partir d'aquest corrent nasqué un conjunt de sectes doctrinals que al principi es van mantenir molt a prop dels principis vèdics. En aquest corrent destaquen els Dharma-xastra, llibres de lleis entre els quals el més conegut són les Lleis de Manu, que recull les doctrines que segons Manu havia de seguir la societat hinduista. És un llibre principalment doctrinal, que indica normes de conducta, del karma, dels càstigs i penitències.
A més de la literatura religiosa, hi ha tractats d'arquitectura i urbanisme (com el Vastu-xastra), i polítics (com l'Artha-xastra). Per tot el subcontinent es troben el drama hinduista devocional, la poesia i les cançons. Entre les més conegudes, estan les obres de Kalidasa (autor de la famosa obra teatral sànscrita Sakuntala) i Tulsidas (que va escriure un poema hinduista èpic basat en el Ramaiana, anomenat Raamcharitmaanas).
A més dels llibres de proverbis i ensenyament pròpiament dits, apareix un conjunt de llibres entre els quals destaquen el Panxa-tantra (‘cinc doctrines’) i el Hitopadesa (llibre de contes i rondalles amb moralitat). Tots dos llibres van tenir certa importància en la cultura occidental, ja que inspiraren autors com l'Arxipreste de Hita, Chaucer, La Fontaine i Boccaccio.
Finalment, cal destacar que al sud de l'Índia és reconeguda la poesia tamil del període Sangam (segle I ae). En kanarés, els extints Chudamani (‘joia cimera’) i Prabhrita ―tots dos del segle vii o abans― són significatius.

## Literatura budista
La literatura religiosa budista va constituir en el passat una part considerable de la literatura de l'Índia, amb textos que van de discursos doctrinals a biografies, encara que hui estiga especialment preservada en llengües estrangeres com el xinés.

### Buda i el període búdic
El període búdic fa referència a les doctrines del profeta Buda (460-380 ae).

## Literatura musulmana
Les tradicions literàries musulmanes dominen també una gran part de la cultura índia. En el període medieval, durant el qual l'Índia va estar gairebé sempre sota poder musulmà, la literatura musulmana índia va florir especialment com a poesia persa i urdú.

## Literatura contemporània de l'Índia
La major part de la literatura índia presenta una reforma molt clara que contrasta amb la literatura antiga. El sorgiment, però, de nous corrents filosòfics, religiosos i polítics en tot el territori de l'Índia faran que hi haja noves finalitats i missatges dins de l'expressió literària. D'aquesta manera influeixen, per exemple, els conflictes polítics, pels quals sorgeix el sentiment d'independència del territori indi contra la invasió britànica. En aquesta lluita per l'alliberament apareix influït per l'hinduisme i per les doctrines polítiques de Lev Tolstoi, Mahatma Gandhi, que proposa una rebel·lió pacifista que canviaria el rumb no sols del país sinó també de la seua cultura. Rabindranath, el poeta que va batejar de «majatma» (‘gran ànima’) Mohandas Gandhi, fou un clar exemple del canvi de mentalitat pel qual l'hinduisme i, en part, el budisme, van ser els corrents religiosos de referència, retornant a la pròpia essència de l'Índia i allunyant-se del jou britànic.

### Rabindranath Tagore

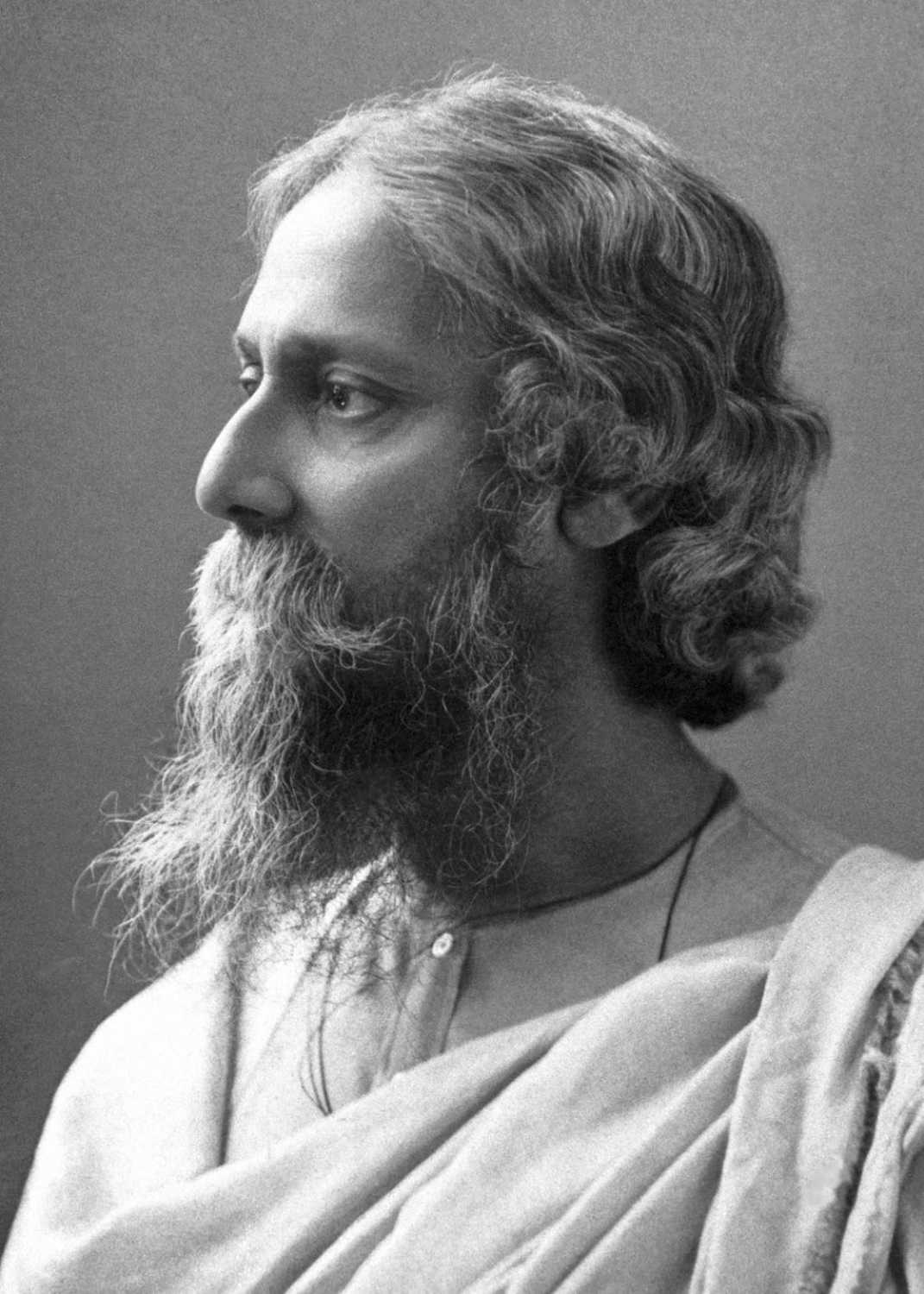
Rabindranath Tagore, autor de nombroses obres, inclòs el Gitanjali i l'himne de l'Índia 'Jana Gana Mana'.

La literatura contemporània de l'Índia té molts noms, però sens dubte, el major n'és Rabindranath Tagore, premi Nobel de literatura al 1913. Va ser el primer escriptor no occidental a rebre el Nobel de literatura, a més de l'únic indi que ha rebut aquest honor. D'origen bengalí, Tagore es va convertir a l'hinduisme i va conrear la novel·la, la poesia, la música, el teatre i la cançó popular. Va revolucionar la literatura bengalí i l'índia sobretot amb la seua poesia i les seues històries curtes. Els seus contes curts estan escrits amb una prosa poètica i rítmica, carregada de bellesa i sensualitat, i la seua principal temàtica és la vida de la gent corrent. Tagore va començar a escriure contes a la primerenca edat de setze anys, i els carregà d'una exuberant vitalitat i espontaneïtat. Va ser un gran filòsof, que acostà la literatura i el pensament hinduista a Occidental difonent la cultura per tot el món, i un dels majors pensadors del segle xx. La seua literatura està impregnada d'una gran bellesa, religiositat, amor per la natura i per la terra. Entre les seues obres trobem títols com El rei i la reina, Malini, L'asceta, El carter del rei, La lluna nova o La collita.